# شهربانو بیگم صفوی
شهربانو بیگم، دختر شاه سلیمان یکم و خواهر شاه سلطان حسین بود.
او از سنین کودکی نامزد میرزا محمد داوود مرعشی فرزند، عزشرف بیگم دختر جهان‌بانو بیگم دختر زبیده بیگم دختر فخرجهان بیگم و شاه عباس صفوی بود. او در سال ۱۱۲۵ قمری با میرزا محمد داوود ازدواج کرد و یک‌ سال بعد در سال ۱۱۲۶ قمری سید محمد میرزا به‌ دنیا آمد که بعداً با نام شاه سلیمان دوم به‌ سلطنت رسید.  میرزا محمد داوود در سال ۱۱۳۳ قمری فوت شد، شهربانو بیگم همراه با پسرش به کاخ رفت. نادرشاه بعد از رسیدن به سلطنت، شاه تهماسب دوم و شاه عباس سوم را به سبزوار و سید محمد میرزا را به اصفهان فرستاد ولی شهربانو بیگم بخاطر علاقه ای که به برادرزاده خود شاه تهماسب دوم داشت او را تنها نگذاشت و با فرزند خود سید محمد میرزا وداع کرد و روانه سبزوار شد و بعد از قتل شاه تهماسب دوم به اصفهان نزد فرزند خود رفت. بعد از بازگشت نادرشاه از هندوستان سید محمد را با مادرش به مشهد طلبید تا صدارت کل ممالک ایران را به علاوه تولیت حرم امام رضا را به سید محمد داده و به این بهانه او را نزد خود بیاورد چون اراده او به شهربانو بیگم ظاهر گردید پیغام داد که اگر تو را اراده کشتن پسر من هست مثل برادرزاده ام، نزد من اراده خود را به عمل بیاور وگرنه من زن پیری شده ام و یک پسر دارم و مرا به فراق او هلاک نکن، نادرشاه بعد از مطلع شدن از این پیغام فسخ اراده خود کرد و شهربانو بیگم و پسرش را مرخص به اصفهان نمود. سرانجام شهربانو بیگم در  ماه رمضان سال ۱۱۵۵ قمری در اصفهان فوت شد و در حرم امام رضا در مشهد دفن گردید. بعد از آن نادرشاه تولیت حرم امام رضا را به سید محمد میرزا داد.